# Giuseppe Orlando (economista)
Giuseppe Orlando (Brindisi, 1915 – Milano, luglio 1986) è stato un economista italiano.
Laureato in Giurisprudenza dal 1970 al 1986 è stato presidente dell'Unione del Commercio di Milano e dal 1971 al 1986 presidente della Confcommercio.